# The Epic of London; an Epic Poem in Ten Cantos and Twenty Rhapsodies

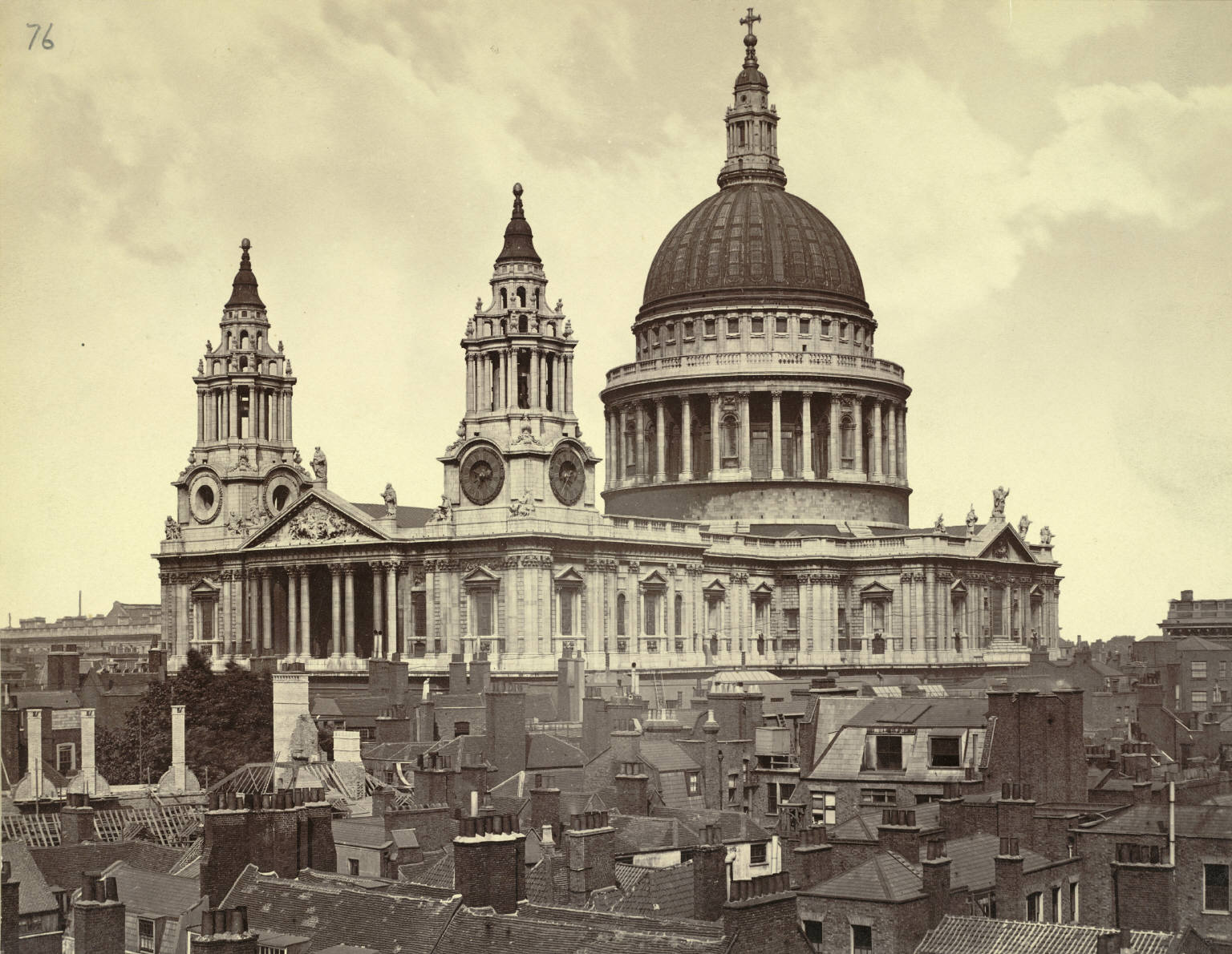
Katedra św. Pawła w Londynie. Fotografia z drugiej połowy XIX wieku

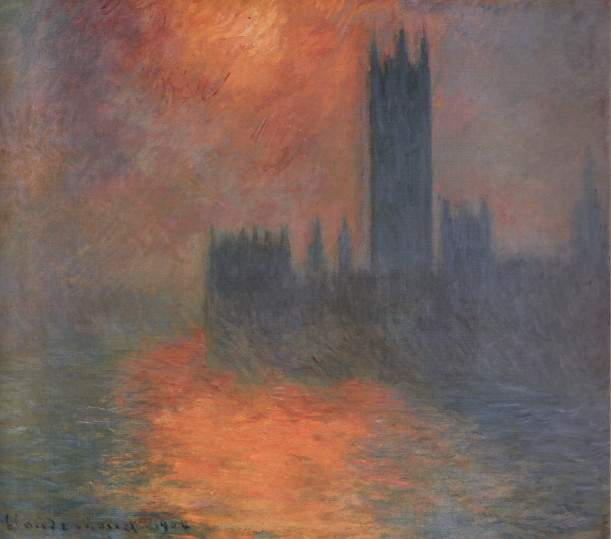
Claude Monet, Parlament w Londynie

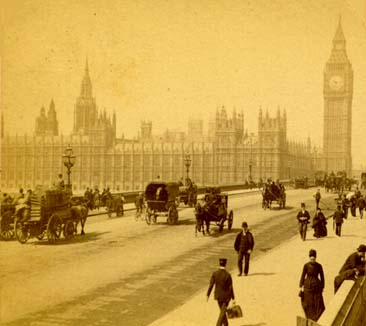
Westminster w XIX wieku

The Epic of London; an Epic Poem in Ten Cantos and Twenty Rhapsodies – utwór poetycki szkockiego duchownego, poety i muzykologa Johna Fredericka  Rowbothama (1859-1925). Utwór, jak zaznaczono w podtytule, składa się z dziesięciu pieśni i dwudziestu rapsodów. Został napisany zarówno wierszem regularnym, przy użyciu dziewięciowersowej strofy spenserowskiej, jak i nieregularnym. Bohaterem utworu jest londyńska metropolia.
As on the journey of my life I passed, 

From darkness coming, unto darkness bound, 

I found myself amid a city vast. 

Mortals in millions compassed me around; 

A unit 'mong their millions I was found. 

As one who, ages since, has joined the dead, 

And mid the myriad myriads under ground 

He lieth nameless, undistinguished: 

So was I 'mid the swarms o'erwhelming, round me spread.